# 蓋爾斯堡 (堪薩斯州)
蓋爾斯堡（英語：Galesburg）是一個位於美國堪薩斯州尼歐肖縣的城市。

## 地方資料
根據2020年美國人口普查的數據，蓋爾斯堡的面積為0.45平方千米，當中陸地面積為0.45平方千米，而水域面積為0.00平方千米。當地共有人口149人，而人口密度為每平方千米331.11人。